# Делм
Делм (фр. Delme) насеље је и општина у североисточној Француској у региону Лорена, у департману Мозел која припада префектури Шато Сален.
По подацима из 2011. године у општини је живело 1026 становника, а густина насељености је износила 201,57 становника/km². Општина се простире на површини од 5,09 km². Налази се на средњој надморској висини од 130 метара (максималној 280 m, а минималној 208 m).

## Демографија
| 1962. | 1968. | 1975. | 1982. | 1990. | 1999. | 2011. |
| ----- | ----- | ----- | ----- | ----- | ----- | ----- |
| 612   | 631   | 620   | 698   | 681   | 728   | 1.026 |

График промене броја становника у току последњих година